# FRI and College Area
FRI and College Area là một thị trấn thống kê (census town) của quận Dehradun thuộc bang Uttaranchal, Ấn Độ.

## Nhân khẩu
Theo điều tra dân số năm 2001 của Ấn Độ, FRI and College Area có dân số 5428 người. Phái nam chiếm 53% tổng số dân và phái nữ chiếm 47%. FRI and College Area có tỷ lệ 81% biết đọc biết viết, cao hơn tỷ lệ trung bình toàn quốc là 59,5%: tỷ lệ cho phái nam là 84%, và tỷ lệ cho phái nữ là 77%. Tại FRI and College Area, 11% dân số nhỏ hơn 6 tuổi.